# Біологічна зброя СРСР
Радянський Союз мав найбільшу, найтривалішу, найрозвиненішу програму з дослідження, розробки, та виготовлення біологічної зброї в порушення взятих на себе в 1972 році зобов'язань в рамках Конвенції про біологічну зброю. Програма зі створення біологічної зброї була розпочата в 1920-ті роки, та тривала щонайменше до вересня 1992 року та, ймовірно, продовжилась вже у росії після розвалу Радянського Союзу.
Станом на 1960-ті роки було створено численні дослідні інститути для роботи над біологічними озброєннями. Попри те, що в 1972 році була підписана Конвенція про біологічну зброю, Радянський Союз взявся за роботи над біологічними озброєннями з додатковою силою. За час свого існування, відомо про перетворення на біологічну зброю та накопичення таких біологічних агентів:
- Bacillus anthracis (сибірка)[4]
- Yersinia pestis (чума)[4]
- Francisella tularensis (туляремія)
- Burkholderia mallei (сап)
- Brucella sp. (бруцельоз)
- Coxiella burnetii (Ку-гарячка/коксієльоз)
- Venezuelan equine encephalitis virus (VEE)
- Ботулотоксин
- Staphylococcal enterotoxin B
- Віспа[4][5]
- Вірус Марбург
- Orthopoxvirus[4]

До робіт над створенням біологічної зброї в СРСР було залучено численні дослідні інститути, в яких працювало до 65 тисяч чоловік. Виробництво збройної сибірки, наприклад, коливалось від 90 до 100 тон на рік. В 1980-ті та 1990-ті роки деякі з цих агентів були генно-модифіковані для підвищення витривалості від дії високих та низьких температур, антибіотиків.

## Після розвалу СРСР
В 1990-ті роки Борис Єльцин визнав існування програми зі створення біологічних озброєнь а також причину епідемії сибірки в Єкатеринбурзі в 1979 році, внаслідок якої загинуло щонайменше 64 чоловік.
Перебіжчики з Радянського Союзу на Захід Владімір Пасечнік та Канатжан Алібеков підтвердили великий масштаб програми та те, що вона не була припинена.
В 1992 році була підписана тристороння угода зі Сполученими Штатами та Великою Британією про припинення робіт над створенням біологічної зброї. Однак, справжній стан програми зі створення біологічної зброї в Росії офіційно невідомий, попри те, що в 2021 році Сполучені Штати заявили про порушення росією взятих на себе зобов'язань та продовження робіт над біологічним озброєнням
В жовтні 2024 року американське видання The Washington Post з посиланням на аналіз супутникових знімків повідомило про роботи з розширення дослідницького центру з дослідження біологічної зброї Сергієв Посад-6 в Московській області. На його території відбувалось спорудження окремої електростанції, підземних та наземних споруд, лабораторних приміщень рівня BSL-4.